# A. Fielding
Pour les articles homonymes, voir Fielding.
A. Fielding, nom de plume de Dorothy Feilding, née en 1884, est une femme de lettres britannique, auteure de roman policier.

## Biographie
Auteure mystérieuse de vingt-cinq romans, sa biographie reste largement méconnue, sinon qu'elle a beaucoup voyagé en Europe dans les années 1920. Elle séjourne à l'hôtel Kusseth de Bolzano, en 1925, et à l'hôtel Victoria Nord de Bruxelles, en 1927. Elle réside à Sheffield Terrace, dans le district de Kensington, à Londres, dans les années 1930. Après la Deuxième Guerre mondiale, elle s'installe à Shallowford House, une vaste maison bourgeoise dans le Staffordshire.
Ses romans policiers, qui paraissent chez Collins Crime Club, l'éditeur d'Agatha Christie, sont le plus souvent des whodunits et, parfois, des procédures policières. Selon Michel Amelin « son œuvre n'est pas très excitante ; ses intrigues sont confuses et ses interminables dialogues assez ennuyeux ». Elle crée en 1924 le personnage de l'Inspecteur Pointer de Scotland Yard, qui « n'est pas moins ennuyeux, alors qu'il apparaît dans presque tous les titres de la série où il déambule poussivement comme une âme en peine ».
Aux États-Unis, ses romans sont signés A. E. Fielding.

## Œuvre

### Romans

#### SérieInspecteur Pointer
- The Eames-Erskine Case (1924)
- The Charteris Mystery (1925)
- The Footsteps That Stopped (1926)
- The Clifford Affair (1927)
- The Cluny Problem (1928)
- The Net Around Joan Ingilby (1928) Publié en français sous le titre Joan Ingleby, Paris, Éditions Alexis Redier, coll. « Le Domino noir » (1932)[3]
- Murder at the Nook (1929) Publié en français sous le titre Le Mystère de l'abri, Paris, La Nouvelle Revue critique, coll. « L'Empreinte » no 33 (1933)
- The Mysterious Partner (1929)
- The Craig Poisoning Mystery (1930) Publié en français sous le titre L'Empoisonneur de Woodthrope Manor, Paris, Éditions Gallimard, coll. « Chefs-d'œuvre du roman d'aventures » (1932)
- The Wedding-Chest Mystery (1930) Publié en français sous le titre Le Puzzle chinois, Paris, La Nouvelle Revue critique, coll. « L'Empreinte » no 28 (1933)
- The Upfold Farm Mystery (1931) Publié en français sous le titre Le Crime d'Upfold Farm, Paris, Éditions Alexis Redier, coll. « Le Domino noir » (1932)[3]
- Death of John Tait (1932) Publié en français sous le titre Mort dans la rue, Paris, La Nouvelle Revue critique, coll. « L'Empreinte » no 76 (1935)
- The Westwood Mystery (1932)
- The Tall House Mystery (1933)
- The Cautley Conundrum (1934) Publié en français sous le titre Le Drame de Fairlawn, Paris, La Nouvelle Revue critique, coll. « L'Empreinte » no 51 (1934)
- The Paper-Case (1934) Publié en français sous le titre Le Cas de Fritz Seiler, Paris, La Nouvelle Revue critique, coll. « L'Empreinte » no 69 (1935)
- The Case of the Missing Diary (1935)
- Tragedy at Beechcroft (1935 )
- The Case of the Two Pearl Necklaces (1936)
- Mystery at the Rectory (1936)
- Black Cats Are Lucky (1937)
- Scarecrow (1937)
- Pointer to a Crime (1944)

#### Autres romans
- Deep Currents (1924)
- Murder in Suffolk (1938)

## Sources
: document utilisé comme source pour la rédaction de cet article.
- Claude Mesplède (dir.), Dictionnaire des littératures policières, vol. 1 : A - I, Nantes, Joseph K, coll. « Temps noir », 2007, 1054 p. (ISBN 978-2-910-68644-4, OCLC 315873251), p. 734-735